# Frederik van Anhalt-Dessau (1769-1814)

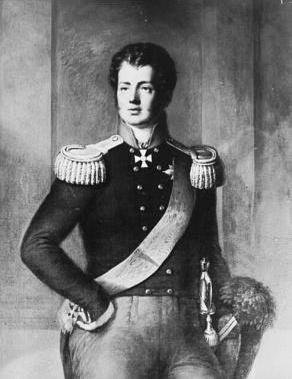
Frederik van Anhalt-Dessau

Frederik van Anhalt-Dessau (Dessau, 27 december 1769 - aldaar, 27 mei 1814) was erfprins van het vorstendom Anhalt-Dessau. Hij behoorde tot het huis Anhalt-Dessau.

## Levensloop
Frederik was het enige kind van vorst Leopold III Frederik Frans van Anhalt-Dessau uit diens huwelijk met Louise van Brandenburg-Schwedt, dochter van markgraaf Frederik Hendrik van Brandenburg-Schwedt. Na de dood van zijn moeder erfde hij in 1811 de Brandenburgse landgoederen Stolzenberg, Wormsfelde en Zantoch, die hierdoor in het bezit van het huis Anhalt-Dessau kwamen. Vanaf 1785 was wiskundige Friedrich Gottlieb von Busse verantwoordelijk voor zijn opvoeding en opleiding.
Vanaf 1788 diende hij als officier in het Pruisische leger. In januari 1794 werd hij met de rang van generaal-majoor en zijn opname in de Orde van de Zwarte Adelaar uit de krijgsdienst ontslagen. Frederik zou nooit hertog van Anhalt-Dessau worden, aangezien hij in mei 1814, drie jaar voor zijn vader, stierf. Hierdoor was het zijn oudste zoon Leopold IV Frederik die in 1817 hertog van Anhalt-Dessau werd.
In opdracht van Frederik werd in 1805 begonnen met de aanleg van het park van Kühnau.

## Huwelijk en nakomelingen
Op 12 juni 1792 huwde Frederik in Homburg met Amalia van Hessen-Homburg (1774-1846), dochter van landgraaf Frederik V van Hessen-Homburg. Ze kregen zeven kinderen:
- Augusta (1793-1854), huwde in 1816 met prins Frederik Günther van Schwarzburg-Rudolstadt
- Leopold IV Frederik (1794-1871), hertog van Anhalt-Dessau
- George (1796-1865), huwde in 1825 met prinses Carolina van Schwarzburg-Rudolstadt en daarna in 1831 morganatisch met Therese Emma von Erdmannsdorf
- Paul (1797)
- Louise (1798-1858), huwde in 1818 met landgraaf Gustaaf van Hessen-Homburg
- Frederik (1799-1864), huwde in 1832 met prinses Marie Louise van Hessen-Kassel
- Willem (1807-1864), huwde in 1840 morganatisch met  Emilie Klausnitzer